# هوانگ یو جن
هوانگ یو جن (انگلیسی: Huang Yu-Jen؛ متولد ۹ ژوئن ۱۹۹۷) یک تکواندوکار تایوانی است. او عضو فعلی تیم ملی تکواندوی تایوان است و مدال نقره مسابقات قهرمانی تکواندو جهان ۲۰۱۷ را در کلاس پروزن (سبک‌وزن) مردان کسب کرده است.   